# Донлон, Питер
Питер Дуайт Донлон (англ. Peter Dwight Donlon; 16 декабря 1906, Порт-Уайниме, Калифорния — 14 декабря 1979, Напа, Калифорния) — американский гребец, выступавший за сборную США по академической гребле в конце 1920-х годов. Чемпион летних Олимпийских игр в Амстердаме в зачёте восьмёрок, победитель и призёр многих студенческих регат.

## Биография
Питер Донлон родился 16 декабря 1906 года в городе Порт-Уайниме, штат Калифорния. Происходит из семьи фермеров, первопроходцев в области цитрусового сельского хозяйства в Северной Калифорнии.
Занимался академической греблей во время учёбы в Калифорнийском университете в Беркли, состоял в местной гребной команде «Калифорния Голден Беарс», неоднократно принимал участие в различных студенческих регатах, в частности в 1928 году выиграл чемпионат Межуниверситетской гребной ассоциации (IRA).
Наивысшего успеха в гребле на международном уровне добился в сезоне 1928 года, когда вошёл в основной состав американской национальной сборной и благодаря череде удачных выступлений удостоился права защищать честь страны на летних Олимпийских играх в Амстердаме. В распашных восьмёрках с рулевым благополучно преодолел все предварительные этапы и в решающем финальном заезде более чем на две секунды опередил главных конкурентов британцев — тем самым завоевал золотую олимпийскую медаль.
После окончания университета ещё в течение некоторого времени оставался в команде в качестве помощника тренера, занимался подготовкой калифорнийских гребцов, выигравших Олимпийские игры 1932 года в Лос-Анджелесе.
Впоследствии Донлон работал в семейном фермерском бизнесе, но затем начал своё собственное дело по продаже керамических изделий.
Умер 14 декабря 1979 года в городе Напа, штат Калифорния, в возрасте 72 лет.